# Baumkirchen Mitte

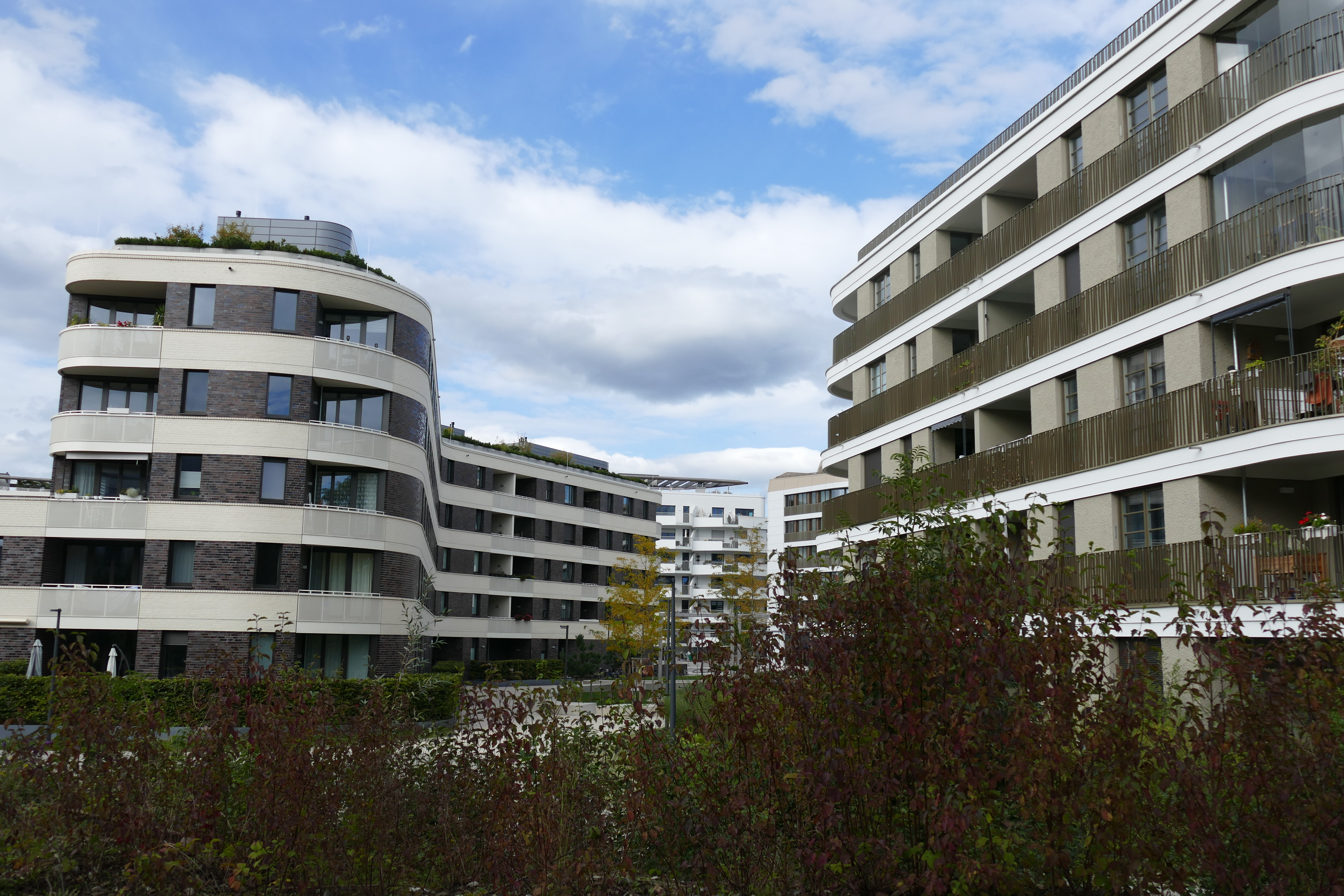
Neubauten in Baumkirchen Mitte

Baumkirchen Mitte ist ein Stadtquartier mit etwa 560 Wohnungen sowie Infrastruktureinrichtungen im Münchner Stadtteil Berg am Laim. Es wurde ab 2013 auf dem Geländes des ehemaligen Bahnbetriebswerks München 4 errichtet und vom Grundeigentümer unter dem Namen Baumkirchen Mitte vermarktet. Große Teile der alten Gleisanlagen wurden in einen Landschaftspark umgewandelt.

## Ehemalige Nutzungen
Auf dem 13,5 ha großen Gelände in Berg am Laim wurde bis zum Ende des 19. Jahrhunderts Lehm abgebaut, es liegt deshalb einige Meter unterhalb dem Niveau der Umgebung. Später entstand hier nahe dem Münchner Ostbahnhof ein Bahnbetriebswerk zum Unterstellen sowie zur Wartung von Lokomotiven und Wagen. 1992 wurde das Bahnbetriebswerks 4 geschlossen.

## Städtebau und Gebäude
Die Grundeigentümerin Vivico, eine ehemalige Bahntochter, fand 2010 über einen Planungswettbewerb ein städtebauliches Konzept, das die Östhälfte des Areals als Baugebiete nutzte und die Westhälfte zu einem Park machte. Die Entwurfsverfasser waren Peter Ebner and friends mit mahl-gebhard-konzepte. Die noch auf der Fläche befindlichen Gebäude des Sportvereins ESV München Ost (ESV: Eisenbahner-Sportverein) und eines Discountmarktes wurden verlegt und in das neue Konzept integriert. Die Entwürfe der Neubauten sind weitestgehend Ergebnisse von Architektenwettbewerben, so wurde die Schallschutzbebauung entlang der Bahn durch die Büros Delugan Meissl sowie UNStudio mit ORelse Landschaftsarchitekten geplant. 

## Gleispark

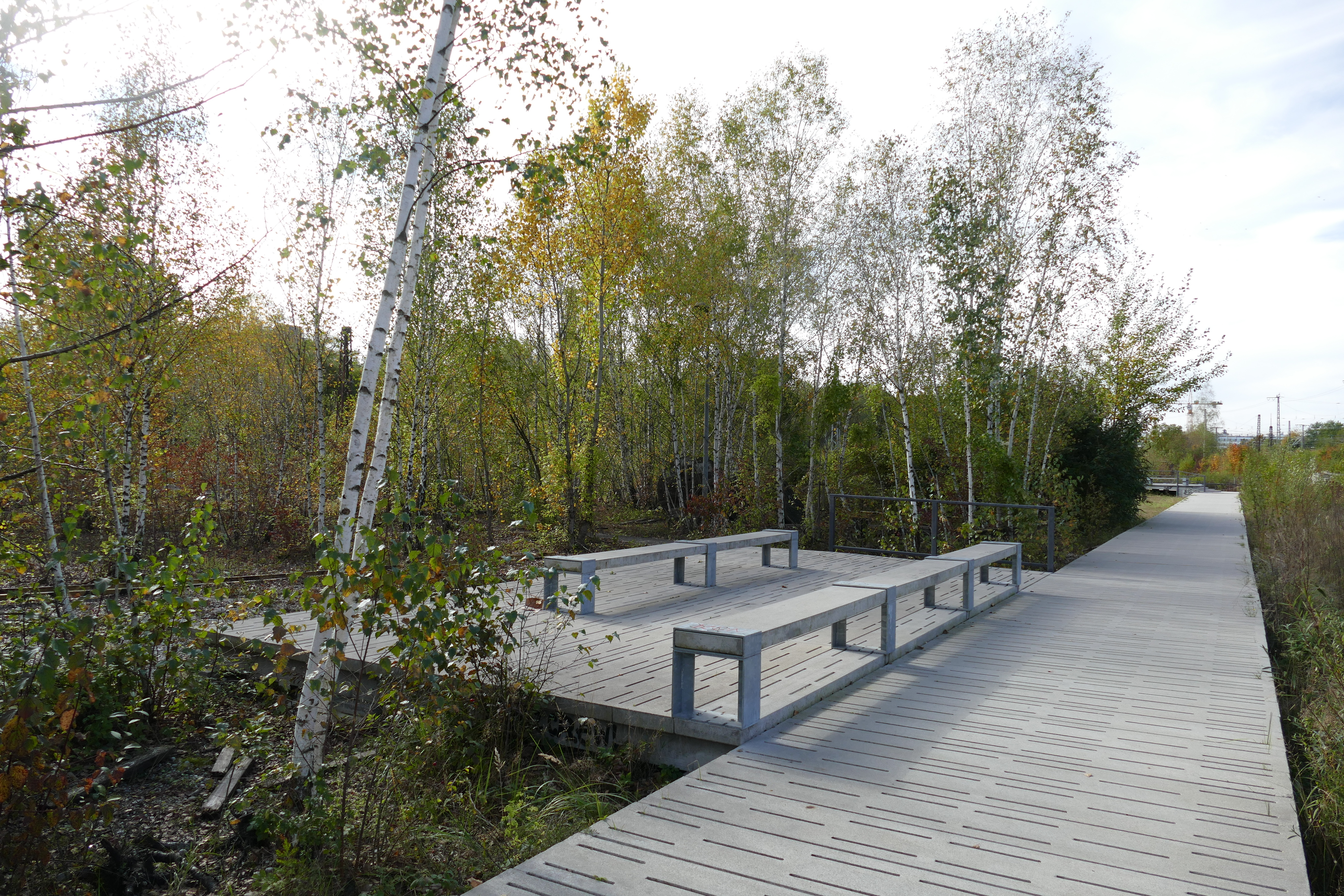
Gleispark

Die Westhälfte des Bahnareals mit dem seit Stilllegung des Bahnwerks entstandenen Bewuchs wurde ökologische Vorrangfläche. Nach Plänen des Landschaftsarchitekturbüros mahl-gebhard-konzepte entstand der Gleispark, der 2019 eröffnet wurde. Auf einem leicht über das Gelände angehobenen Steg wird der Park für Besucher erlebbar. Die aufgegebenen Gleis- und Signalanlagen bezeugen die Geschichte dieses Ortes. Gleichzeitig schützt das Anheben des Weges die Natur vor dem unerwünschten Betreten abseits des Stegs. Der Park wurde mit dem Deutschen Landschaftsarchitekturpreis 2023 ausgezeichnet.